# Ненад Ристовић
Ненад Ристовић рођен је 3. октобра 1969. године у Београду. По занимању је лекар, инфектолог. Начелник је Инфективног одељења зајечарске болнице и председник Покрета Победа ЗА наш град - др Ненад Ристовић.

## Биографија
Др Ненад Ристовић завршио је Медицински факултет (9.07), специјализација из инфективних болести (одличан), ужа специјализација из гастроентерологије и хепатологије (одличан) и положио докторантски испит на докторским студијама из области имунологије (8.00), ради већ 23 године и начелник је одељења које пружа услуге и збрињава грађане осам општина Тимочке крајине. Потиче из војничке породице. Живот је провео селећи се по Србији где је то потреба службе његовог оца налагала. Учествовао у мобилизацији 1994. и 1999. године, део резервног састава Војске Србије од 2015. године.

## Политички ангажман
Ненад Ристовић је од 2019. године активан политичар који предводи листу окупљену испред групе грађана „Победа ЗА наш град – Др Ненад Ристовић“ (2021. године) и „Др Ненад Ристовић – Домаћински за Зајечар“ (2025. године). Поверење грађана добио је у децембру 2020. године када је одбио да прими златну медаљу за заслуге у борби против КОВИД-19 вируса, „због бруталних напада на њега и његову породицу од стране криминалаца из зајечарског СНСа“. На изборима 2021. године освојио је 7047 гласова, након чега је прешао на страну власти и изгубио поверење грађана. На изборима 2025. године освојио је свега 759 гласова и остао испод цензуса.